# Vol Singapore Airlines 006
Le 31 octobre 2000, le vol Singapore Airlines 006, un vol international régulier effectué par un Boeing 747-400, décolle par erreur depuis une piste en travaux de l'aéroport Tchang Kaï-chek, à Taïwan, pendant le passage d'un typhon, et s'écrase sur des engins de chantier présents sur la piste.
On dénombre 83 victimes parmi les 179 passagers et membres d'équipage à bord ; 98 personnes ont initialement survécu à l'accident, mais deux passagers sont décédés plus tard à l'hôpital, des suites de leurs blessures.
Il s'agit à la fois du premier accident aérien mortel impliquant le Boeing 747-400, mais également du premier accident mortel impliquant un avion de la compagnie Singapore Airlines depuis sa création en 1947.

## Avion et équipage
L'appareil impliqué est un Boeing 747-412, immatriculé 9V-SPK (numéro de série 28023) et propulsé par quatre turboréacteurs double flux, de type Pratt & Whitney PW4056. Il s'agit du 1 099e 747 construit par Boeing et son premier vol a eu lieu le 12 janvier 1997. Il s'agit également d'un des deux 747-400 de Singapore Airlines peints dans une livrée spéciale « Rainbow », pour promouvoir les dernières offres de produits et services en cabine pour les différentes classes de la compagnie aérienne à l'époque. Cet avion a effectué sa dernière visite de maintenance le 16 septembre 2000 et ne présentait aucun défaut lors de l'inspection, ni au moment de l'accident.
Le commandant de bord du vol 006 est Foong Chee Kong (41 ans), un pilote expérimenté de la compagnie, avec un total de 11 235 heures de vol, dont 2 017 sur Boeing 747-400 ; le copilote est Latiff Cyrano (36 ans), qui totalise 2 442 heures de vol à son actif, dont 552 heures sur 747-400.
Le troisième membre d'équipage, alors pilote non en fonction sur cette étape du vol, est un pilote de relève, le copilote Ng Kheng Leng (38 ans), avec environ 5 508 heures de vol au total, dont 4 518 heures sur 747-400.

## Déroulement de l'accident

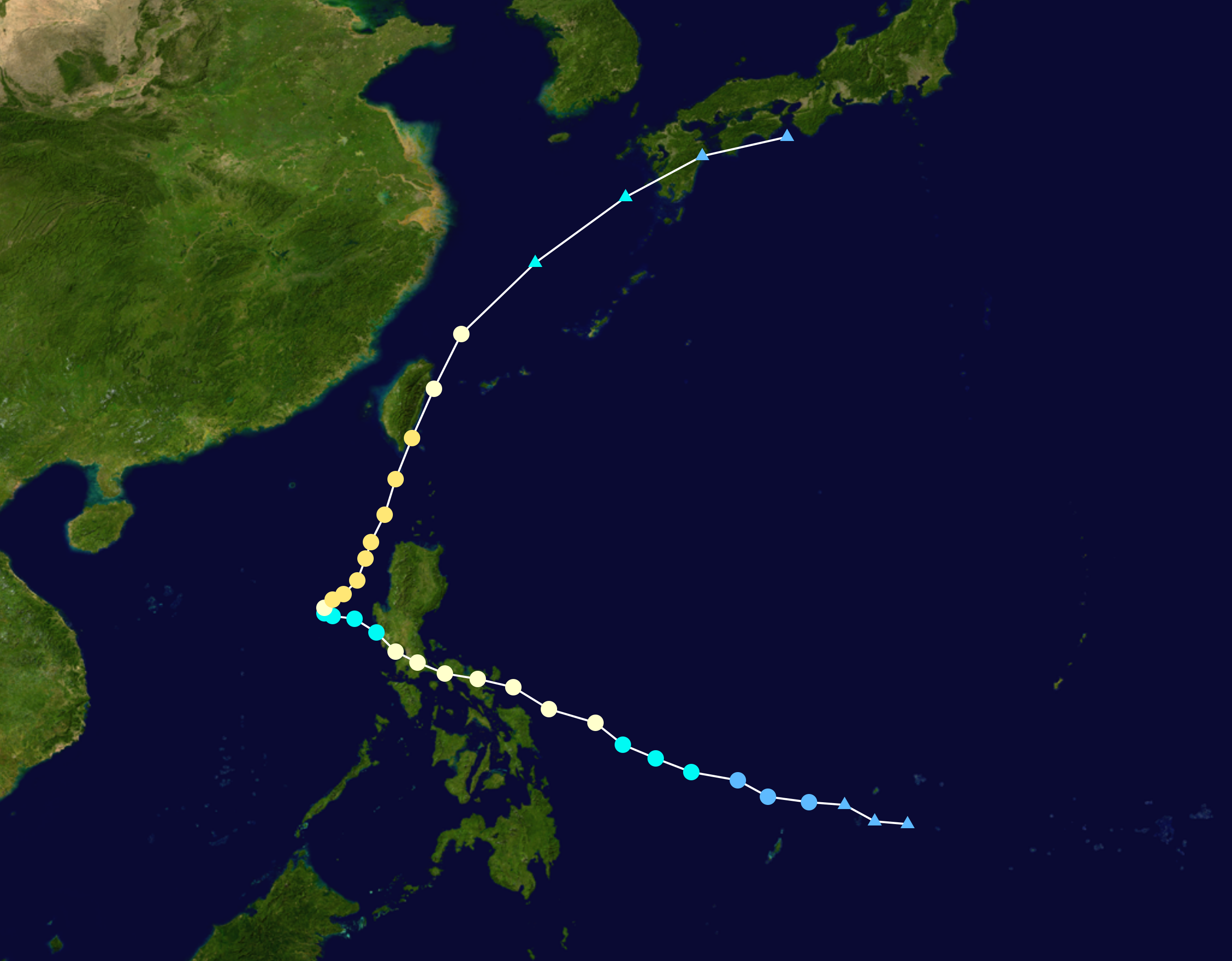
Carte représentant la trajectoire du typhon.

Le 31 octobre 2000, peu avant 23 h, le vol 006, effectuant la liaison entre Singapour et Los Angeles, avec une escale prévue à Taipei, est autorisé à rouler vers la piste 05L de l'aéroport international Tchang Kaï-chek pour le décollage. Les conditions météorologiques sont alors défavorables en raison de l'approche du typhon Xangsane (en), ce qui rend difficile les décollages et manœuvres au sol.
L'appareil, qui transporte 159 passagers et 20 membres d'équipage, commence à circuler à faible vitesse (respect de la consigne de sécurité) en raison des mauvaises conditions météo (fortes rafales de vent et pluie) et d'une piste pouvant être glissante. Les réservoirs contiennent 125 tonnes de kérosène. La piste parallèle à la 05L, la 05R, est en travaux et fermée pour les décollages et atterrissages. Elle est toutefois ouverte pour la circulation des avions sur une partie de sa longueur.
L'équipage est accaparé par la checklist de décollage ainsi que par les calculs liés au vent de travers, qui se renforce du fait de l'approche du typhon. La multitude des tâches ainsi que la mauvaise visibilité leur fait rater la signalisation de piste, et l'équipage s'aligne par erreur au départ de la 05R, accessible, et dont les lumières sont allumées normalement. Les pilotes ne se rendent pas compte que l'appareil n'est pas aligné sur l'axe du signal radio émis par la balise située à l'extrémité de la piste 05L.
La tour de contrôle n'ayant pas le Boeing en visuel, et l'aéroport n'étant pas encore équipé de radar de piste, il est alors impossible pour les contrôleurs de se rendre compte de la situation. Malgré son éclairage et son accessibilité, la piste 05R est encombrée par des barrières Jersey en béton et des engins de chantier.
Environ 41 secondes après avoir entamé le décollage, le 747 percute à grande vitesse ces différents obstacles quelques centaines de mètres avant l'envol, et le Boeing se disloque en trois grands tronçons.
Le fuselage a d'abord été déchiré en deux sous la violence du choc, et les moteurs et le train d'atterrissage se sont séparés de la cellule de l'avion. Puis le choc contre une grue a arraché l'aile gauche de l'avion, ce qui a fait violemment retomber l'avion au sol. Le nez du 747 a ensuite heurté un bulldozer, et un violent incendie est rapidement survenu, qui a détruit l'avant du fuselage et les ailes.

Débris de l'appareil
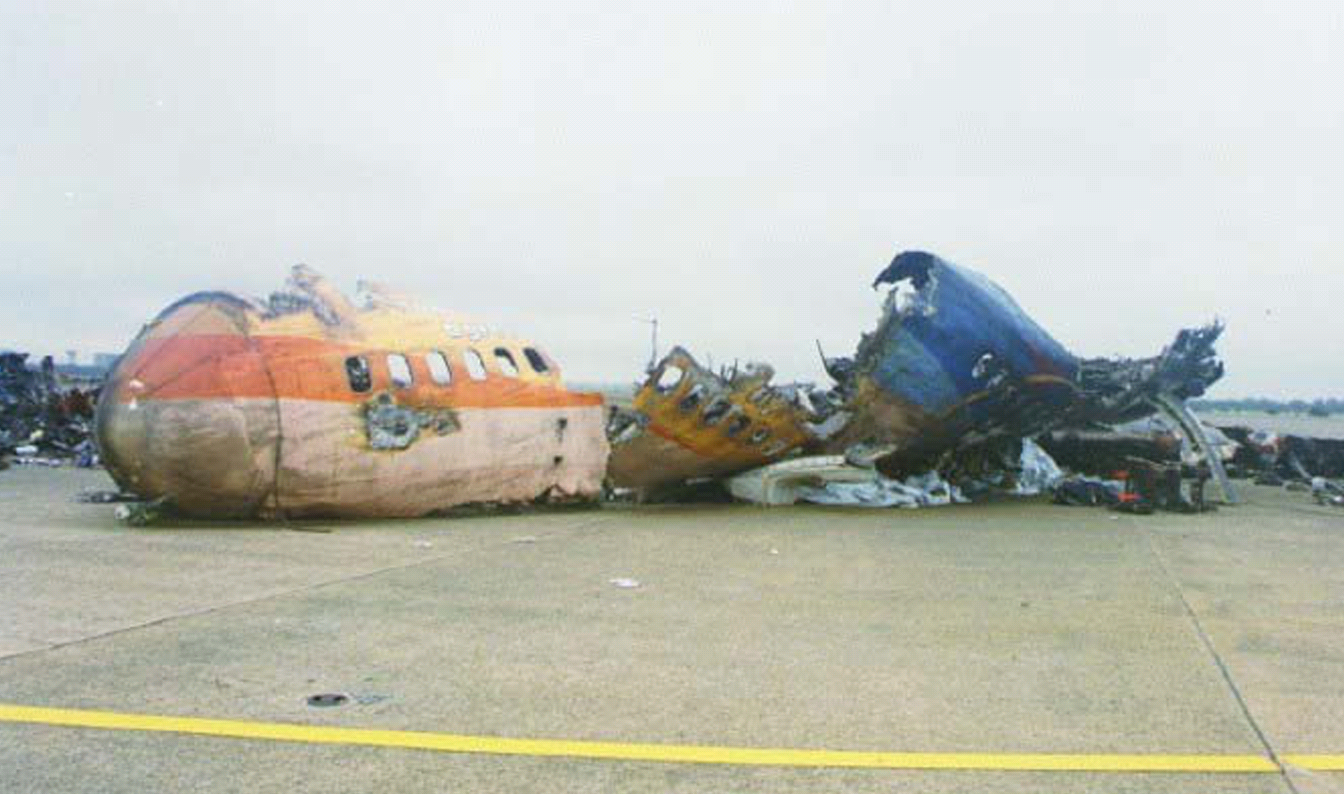
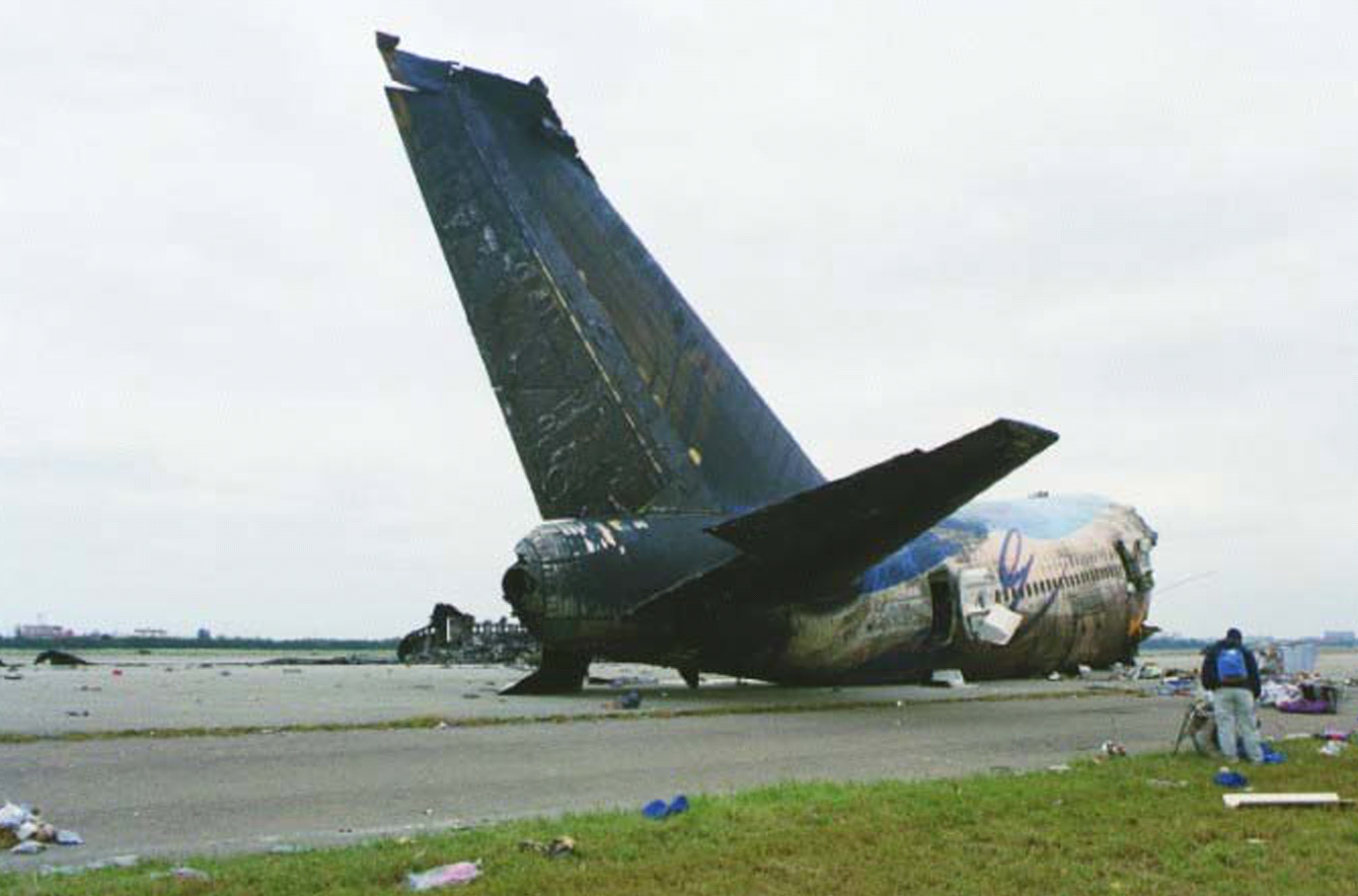

Bien que la majorité des passagers et membres d'équipage parviennent à sortir à temps, la plupart des occupants du tronçon central de la carlingue sont tués, du fait de l'incendie des réservoirs et de l'inhalation de fumées toxiques.

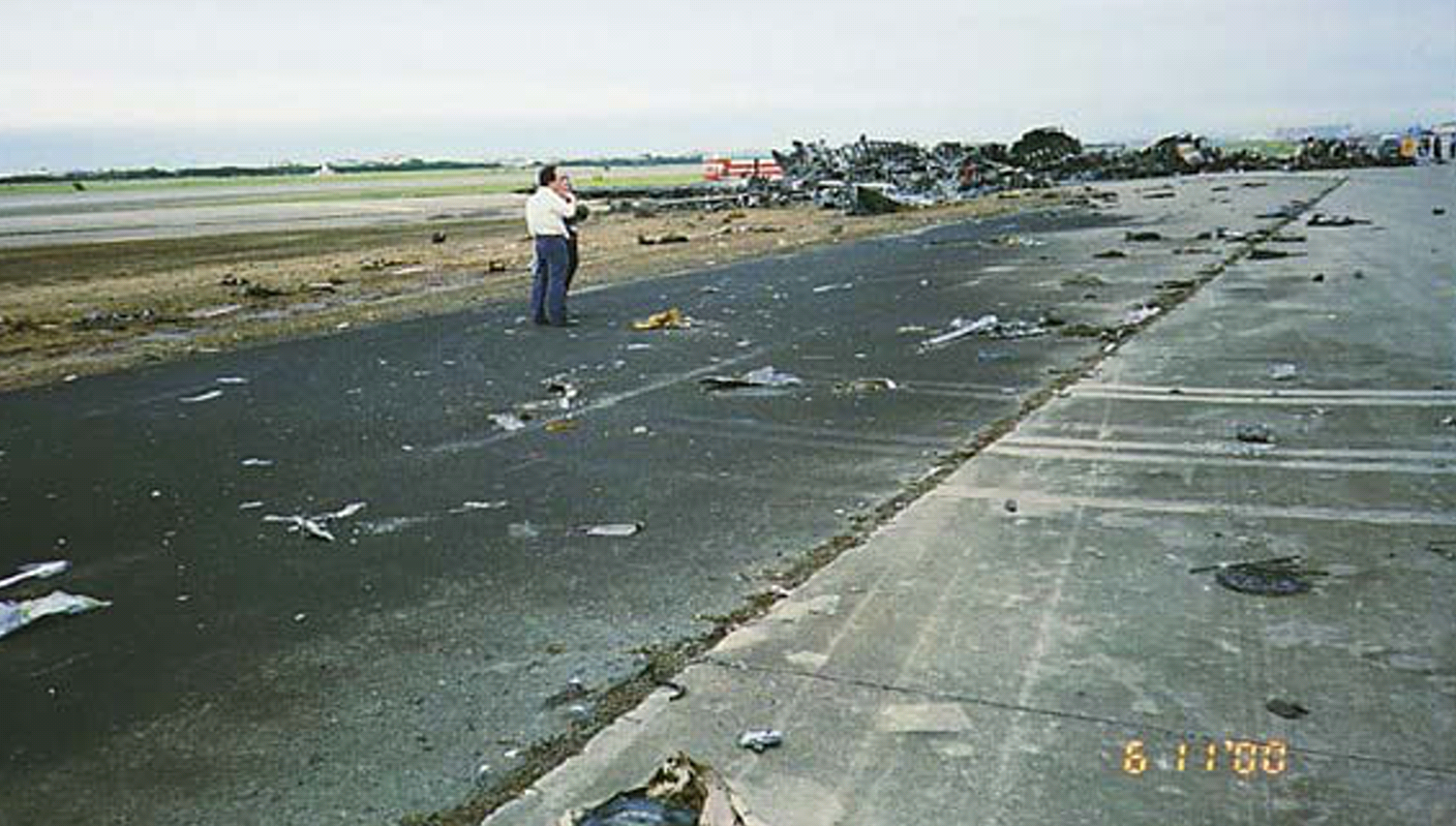
Site de l'accident du vol 006.

À 23h17, l'alarme d'urgence retentit et 41 véhicules de lutte contre les incendies, 58 ambulances, 9 unités d'éclairage et 436 membres du personnel de secours de l'aéroport se rendent sur les lieux de la catastrophe. À 23h35, l'incendie a été maîtrisé, puis à 23h40, des ambulances et des véhicules d'urgence provenant des hôpitaux de la ville se sont rassemblés à la porte nord. À minuit, heure de Taipei, le 1er novembre, l'incendie était en grande partie éteint et la partie avant de l'avion était en grande partie détruite.

## Victimes

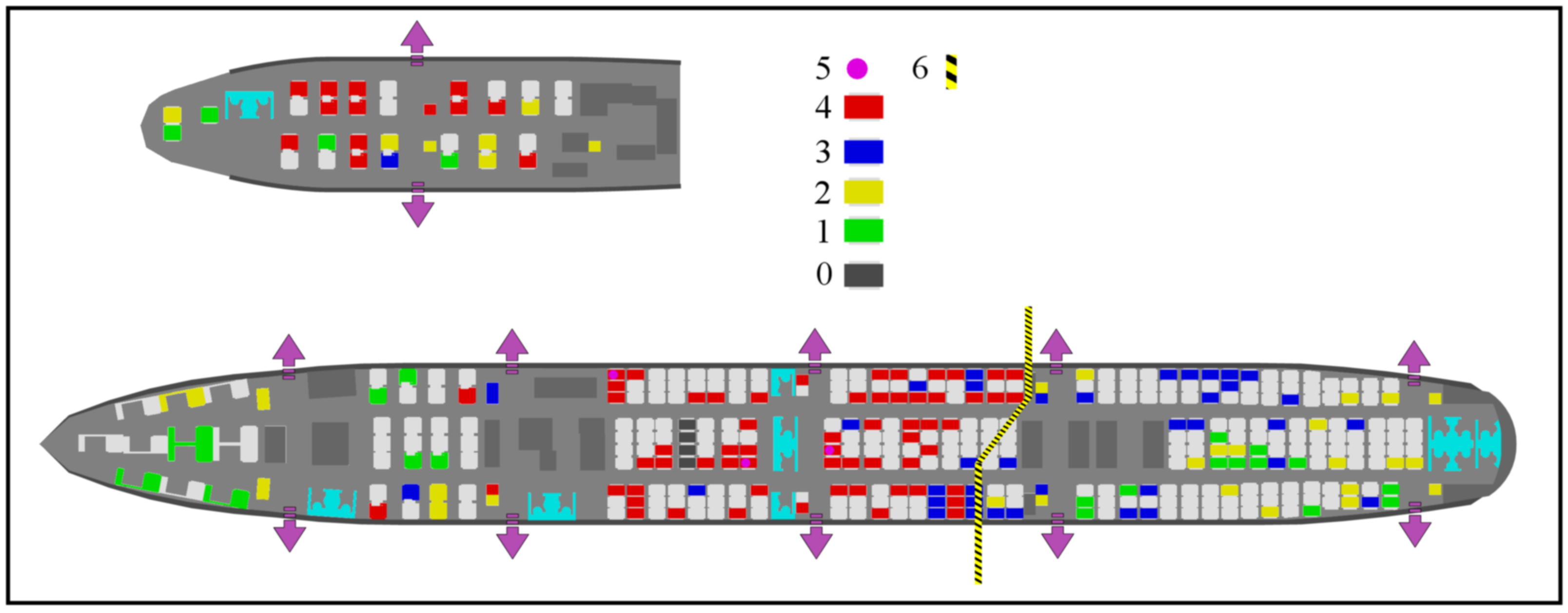
Schéma de l'intérieur du vol 006, représentant l'emplacement des membres de l'équipage et des passagers, des survivants, des blessés et des victimes.

Sur les 179 passagers et membres d'équipage, dont trois enfants et trois nourrissons, présents à bord de l'avion au moment de l'accident, 83 ont été tués, 39 ont été grièvement blessés et 32 ont été légèrement blessés, tandis que 25 n'ont pas été blessés. Quatre membres d'équipage et 77 passagers sont morts sur le coup, immédiatement après l'accident, et deux passagers sont décédés à l'hôpital. 
La plupart des passagers à bord du vol 006 étaient de nationalité taïwanaise ou américaine.
| Nationalité      | Passagers | Équipage | Total |
| ---------------- | --------- | -------- | ----- |
| Taïwan           | 55        | 2        | 57    |
| États-Unis       | 47        | 0        | 47    |
| Inde             | 11        | 0        | 11    |
| Singapour        | 11        | 17       | 28    |
| Malaisie         | 8         | 1        | 9     |
| Indonésie        | 5         | 0        | 5     |
| Royaume-Uni      | 4         | 0        | 4     |
| Mexique          | 3         | 0        | 3     |
| Nouvelle-Zélande | 2         | 0        | 2     |
| Thaïlande        | 2         | 0        | 2     |
| Viêt Nam         | 2         | 0        | 2     |
| Allemagne        | 1         | 0        | 1     |
| Australie        | 1         | 0        | 1     |
| Cambodge         | 1         | 0        | 1     |
| Canada           | 1         | 0        | 1     |
| Espagne          | 1         | 0        | 1     |
| Irlande          | 1         | 0        | 1     |
| Japon            | 1         | 0        | 1     |
| Pays-Bas         | 1         | 0        | 1     |
| Philippines      | 1         | 0        | 1     |
| Total            | 159       | 20       | 179   |

## Enquête

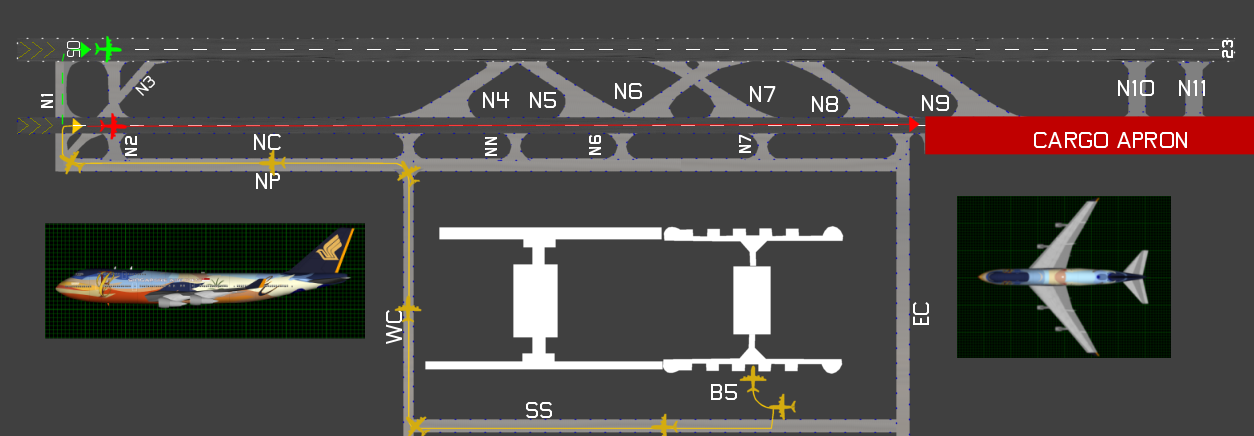
Représentation des différentes pistes de l'aéroport et du trajet emprunté par le vol 006.

Une enquête sur cet accident a été menée par le Conseil de la sécurité des transports aériens de Taiwan (ASC). Le rapport final a été publié le 24 avril 2002, indiquant que l'équipage n'a pas examiné ou exploité le système de circulation au sol, même s'il disposait de toutes les cartes et information importantes, pour identifier et vérifier l'emplacement de l'avion sur les pistes.
En s'engageant sur la mauvaise piste, l'équipage a négligé de vérifier les indications visuelles sur le tableau de bord, qui auraient indiqué aux pilotes que l'avion était aligné sur la mauvaise piste.
Selon les enquêteurs de l'ASC, ces erreurs, associées à l'arrivée imminente du typhon et aux mauvaises conditions météorologiques, ont fait perdre à l'équipage toute conscience de la situation et l'ont amené à tenter de décoller depuis la mauvaise piste

## Médias
L'accident a fait l'objet d'un épisode dans la série télé Air Crash nommé « Décollage lors d'un typhon » (saison 12 - épisode 3).